# Kraftwerk Nämforsen
Das Kraftwerk Nämforsen (schwedisch Nämforsens kraftverk) ist ein Wasserkraftwerk in der Gemeinde Sollefteå, Provinz Västernorrlands län, Schweden, das am Ångermanälven liegt. Es ging 1946 in Betrieb. Das Kraftwerk ist im Besitz von Vattenfall und wird auch von Vattenfall betrieben.
Das Kraftwerk wurde oberhalb der Stromschnellen von Nämforsen errichtet. Auf den Felsen der Stromschnellen finden sich die Felsritzungen von Nämforsen.

## Absperrbauwerk
Das Absperrbauwerk besteht aus einer Gewichtsstaumauer aus Beton. Die Wehranlage mit den drei Wehrfeldern befindet sich auf der linken Seite, das Maschinenhaus auf der rechten Seite. Die Höhe des Bauwerks beträgt 10 m.
Der zugehörige Stausee erstreckt sich über eine Fläche von 1 km².

## Kraftwerk
Mit dem Bau des Kraftwerks wurde 1944 begonnen. Es ging 1946 mit der ersten Maschine in Betrieb; 1973 wurde eine dritte Maschine installiert. Das Kraftwerk verfügt mit drei Kaplan-Turbinen über eine installierte Leistung von 111 (bzw. 112 114 oder 115) MW. Die durchschnittliche Jahreserzeugung liegt bei 453 (bzw. 460 oder 604) Mio. kWh.
Die Turbinen 1 und 2 wurden von KMW geliefert; sie leisten jeweils 28 MW. Die Turbine 3 wurde von Kværner geliefert. Sie leistet 60 (bzw. 62) MW; ihre Nenndrehzahl liegt bei 100 Umdrehungen pro Minute. Die Fallhöhe beträgt 21 (bzw. 22) m. Der maximale Durchfluss liegt bei 600 m³/s.